# Средњошколски центар „Фоча“
Средњошколски центар „Фоча” је носилац средњошколског образовања у општини Фоча. Налази се у улици Цара Душана 73 у Фочи.

## Историјат
Средњошколски центар „Фоча” је основан 1983. године одлуком Скупштине општине Фоча када је садржао струке гимназија, медицинска сестра техничар, економска, дрвнопрерађивачка и електротехничка. Дан школе се обележава 10. мај. У први разред 2021—2022. је уписано укупно 134 ученика распоређених у седам одјељења: Гимназија – општи смјер са двадесет и три ученика и језички смјер са двадесет и једним учеником, Медицински техничар са четрдесет и седам ученика у два одељења, Шумарски техничар са двадесет и пет ученика, Аутомеханичар са тринаест ученика и Инсталатер са пет ученика. Школске 2023—2024. године су садржали Гимназију – Општи смјер, Здравство – Медицински техничар, Шумарство и обрада дрвета – Шумарски техничар у четворогодишњем и Расадничар у трогодишњем трајању и Машинство и обрада метала – Машински техничар за компјутерско конструисање. Поред редовне наставе нуде могућност образовања одраслих у струкама Шумарска – профил Шумарски техничар са четири разреда у трајању од четрнаест мјесеци, Машинска – машинска струка и компјутерско конструисање, Економска – Економски техничар у трајању од петнаест мјесеци и Медицинска – Медицински техничар у трајању од петнаест мјесеци, пракса се обавља у клиничко–болничком центру у Фочи.

## Активности
Средњошколски центар „Фоча” је организатор и учесник у различитим активностима, неке од њих су:
- Светосавска свечаност[6]
- Округли сто за ученике, наставнике и родитеље „Психолошки аспекти оцјењивања”
- Предавање „Безбједност саобраћаја и млади”